# Republican Action Against Drugs
Republican Action Against Drugs (RAAD) ist eine nordirische terroristische Vereinigung, die sich selbst zum Ziel gesetzt hat, Drogendealer aus republikanischen Gemeinschaften Nordirlands durch Gewalt, insbesondere Rohrbomben und Erschießungen, zu entfernen.
Die Gruppe, die ähnlich wie die Untergrundorganisation Direct Action Against Drugs in den 1990er Jahren agiert, wurde 2008 von ehemaligen Mitgliedern der Provisional Irish Republican Army gegründet. Im April 2009 bekannte sich die Gruppe zu einem Bombenanschlag in Derry. Das erste Todesopfer der Organisation war Andy Allen, ein angeblicher Drogendealer aus Derry. Gleichzeitig kündigte die RAAD die Ermordung von fünf weiteren mutmaßlichen Drogenhändlern an.
Im Juli 2012 gab die Gruppe einen Zusammenschluss mit anderen republikanischen terroristischen Organisationen bekannt.